# Hagener Aktivisten-Kreis
Der Hagener Aktivisten-Kreis (HAK) ist eine Wählergemeinschaft in der kreisfreien Großstadt Hagen.
Die Wählergemeinschaft wurde im Juli 2020 vor den anstehenden Kommunalwahlen von Hagener Bürgern mit Migrationshintergrund gegründet – unter anderem mit der Intention, Menschen mit Migrationshintergrund politisch zu vertreten, da ihr Anteil im Stadtrat weit unter dem tatsächlichen Teil der Einwohner mit Migrationshintergrund liegt, welcher in Hagen über ein Drittel ausmacht.
Der HAK, welcher eigenen Angaben zufolge im September 2020 rund 100 Mitglieder hatte, befasst sich mit verschiedenen Aspekten des Zusammenlebens auf kommunaler Ebene (u. a. Sauberkeit, Wirtschaft, Freizeitgestaltung und Integration).
Bei den Kommunalwahlen am 13. September 2020 erzielte die Wählergemeinschaft 2,85 Prozent der Stimmen, womit sie zwei Sitze im Stadtrat erhielt, welche derzeit von Ömer Oral (dem Vorsitzenden des HAK) und Fatih Caliskan gehalten werden.